# Brain Stew / Jaded
Pour les articles homonymes, voir Jaded.
Singles de Green Day
Stuck with Me
(1995) Walking Contradiction
(1996)
Brain Stew / Jaded sont deux chansons du groupe punk rock américain Green Day, jouées souvent l'une à la suite de l'autre. Elles sont sorties ensemble, en 1996, en tant que troisième single extrait de leur quatrième album, Insomniac, paru en 1995.

## Liste des chansons
1. Brain Stew / Jaded - 4:44
2. Do Da Da - 1:33
3. Good Riddance - 2:02
4. Brain Stew (Clean Radio Edit Faded Ending) - 3:13

Good Riddance est une version préliminaire de Good Riddance (Time of Your Life), avec seulement le chanteur Billie Joe à la guitare acoustique. Elle est jouée entièrement en strumming, sans picking, sur une guitare accordée un demi-ton plus bas.